# Acta Palaeontologica Polonica
Acta Palaeontologica Polonica is een aan collegiale toetsing onderworpen open access wetenschappelijk tijdschrift op het gebied van de paleontologie. De naam wordt in literatuurverwijzingen meestal afgekort tot Acta Palaeontol. Pol.. Het wordt uitgegeven door het Instituut voor paleobiologie van de Poolse Academie van Wetenschappen en verschijnt 4 keer per jaar. Het eerste nummer verscheen in 1956.